# U-261
U-261 — средняя немецкая подводная лодка типа VIIC времён Второй мировой войны.

## История
Заказ на постройку субмарины был отдан 23 декабря 1939 года. Лодка была заложена 17 мая 1941 года на верфи Бремен-Вулкан под строительным номером 26, спущена на воду 16 февраля 1942 года. Лодка вошла в строй 28 марта 1942 года под командованием оберлейтенанта Ганса Ланге.

### Флотилии
- 28 марта 1942 года — 1 сентября 1942 года — 8-я флотилия (учебная)
- 1 сентября 1942 года — 15 сентября 1942 года — 6-я флотилия

### История службы
Лодка погибла в первом же боевом походе, успехов не достигла. Потоплена 15 сентября 1942 года к западу от Шетландских островов, в районе с координатами 59°50′ с. ш. 09°28′ з. д. глубинными бомбами с британского самолёта «Уитли». 43 погибших (весь экипаж).